# Arkadiusz Józefczak
Arkadiusz Michał Józefczak (ur. 15 września 1971) – polski fizyk i akustyk, doktor habilitowany nauk fizycznych; specjalizuje się w akustyce molekularnej, nauczyciel akademicki Uniwersytetu im. Adama Mickiewicza w Poznaniu.

## Życiorys
Stopień doktorski uzyskał w 2001 roku na podstawie pracy pt. Badanie wpływu szybkości zmian natężenia pola magnetycznego na propagację fali ultradźwiękowej w cieczy magnetycznej (promotorem był prof. Andrzej Skumiel). Habilitował się w 2012 na podstawie oceny dorobku naukowego i rozprawy pt. Ultradźwiękowe właściwości koloidalnych zawiesin nanocząstek magnetycznych.
Na macierzystym Wydziale Fizyki UAM pracuje jako profesor nadzwyczajny w Zakładzie Akustyki Molekularnej Instytutu Akustyki. Prowadzi zajęcia m.in. z przetworników elektroakustycznych, elektroakustyki oraz naprawy aparatów słuchowych. W pracy badawczej zajmuje się takimi zagadnieniami jak: ultradźwięki, ciecze magnetyczne oraz ferrożele.
Jest członkiem Polskiego Towarzystwa Akustycznego (przewodniczący oddziału poznańskiego) oraz Komitetu Akustyki PAN. Swoje prace publikował m.in. w "Journal of Magnetism & Magnetic Materials", "International Journal of Thermophysics" oraz "Archives of Acoustics"